# Lee Bo-na
Kang Cho-hyun (hangul 이보나, ur. 22 lipca 1981) – południowokoreańska strzelczyni sportowa. Dwukrotna medalistka olimpijska z Aten.
Zawody w 2004 były jej pierwszymi igrzyskami olimpijskimi. Po srebrny medal sięgnęła w konkurencji trap podwójny, w trapie zajęła trzecie miejsce. W trapie podwójnym zdobyła indywidualnie brązowy medal mistrzostw świata w 2006. Zdobyła sześć medali igrzysk azjatyckich w latach 2006-2014. Brała udział w igrzyskach olimpijskich w 2008. 